# Pristimantis variabilis
Pristimantis variabilis es una especie de anfibio anuro de la familia Craugastoridae.

## Distribución
Esta especie habita entre los 100 y 1000 m de altitud en la cuenca del Amazonas:
- en Colombia en el departamento de Putumayo;
- en el este de Ecuador;
- en Perú en las regiones de Cuzco y Loreto;
- en el oeste de Brasil.[4]

## Publicación original
- Lynch, 1968 : Two new frogs of the genus Eleutherodactylus from eastern Ecuador (Amphibia: Leptodactylidae). Journal of Herpetology, vol. 2, n.º 3/4, p. 129-135.[5]